# Cubilia
Cubilia é um género botânico pertencente à família Sapindaceae.

## Espécies
- Cubilia blancoi
- Cubilia cubili
- Cubilia rumphii

1. ↑  «Cubilia — World Flora Online». www.worldfloraonline.org. Consultado em 19 de agosto de 2020